# جولدي الكسندر
جولدي الكسندر (بالإنجليزية: Goldie Alexander)‏ هي كاتِبة وكاتبة للأطفال أسترالية، ولدت في 6 سبتمبر 1936 في ملبورن في أستراليا.

## وصلات خارجية
- الموقع الرسمي